# Михайлівська сільська рада (Олександрівський район, Донецька область)
| Михайлівська сільська рада — колишній орган місцевого самоврядування у Олександрівському районі Донецької області з адміністративним центром у c. Михайлівка. Сільській раді підпорядковані населені пункти: - c. Михайлівка - с. Львівка - с. Шаврове |

## Склад ради
Рада складається з 12 депутатів та голови.

## Керівний склад сільської ради
| ПІБ                             | Основні відомості                                                         | Дата обрання | Дата звільнення |
| ------------------------------- | ------------------------------------------------------------------------- | ------------ | --------------- |
| Заблоцький Валерій Анатолійович | Сільський голова, 1963 року народження, освіта, член Партії регіонів      | 26.03.2006   | 31.10.2010      |
| Заблоцький Валерій Анатолійович | Сільський голова, 1963 року народження, освіта вища, член Партії регіонів | 31.10.2010   |                 |

Примітка: таблиця складена за даними джерела